# Dyckerhoff-Brücke
Die Dyckerhoff-Brücke ist eine Fußgängerbrücke in Wiesbaden, die die Hafenausfahrt des Schiersteiner Hafens (Rheinkilometer 506,0) mit einem 96,40 m weiten Bogen überspannt. Das 1967 errichtete Bauwerk ist eine Spannbetonkonstruktion, die im Freivorbau hergestellt wurde und bei der erstmals in Deutschland zur Reduzierung der Lasten zum großen Teil Leichtbeton verwendet wurde.
Die Planung und Konstruktion der Brücke begannen bereits drei Jahre zuvor (1964), als das gleichnamige Zementwerk sein 100-jähriges Jubiläum feierte und die Brücke zusammen mit der Stadt Wiesbaden stiftete.